# 923 TCN
923 TCN là một năm trong lịch La Mã.